# Roman Eremenko
Roman Alekseevich Eremenko (en ruso: Рома́н Алексе́евич Ерёменко; Moscú, Rusia, 19 de marzo de 1987) es un futbolista finlandés que juega de centrocampista en el IF Gnistan de la Veikkausliiga. Es hermano del también futbolista Alexei Eremenko.

## Biografía
Roman Eremenko nació en Moscú, pero su padre, también futbolista, emigró a Finlandia cuando él tenía tres años. Consiguió la doble nacionalidad en 2003.
Eremenko, que actúa de mediapunta, empezó su carrera futbolística en las categorías inferiores del FF Jaro, el equipo en el que su padre había jugado los últimos años de su carrera. En 2004 debutó con la primera plantilla del club. Al poco tiempo ya era un titular indiscutible.
En 2005 firma un contrato con el Udinese Calcio italiano, club que tuvo que realizar un desembolso económico de 175 000 euros para poder ficharlo. No debuta con este equipo en la Serie A hasta el primer partido de la temporada siguiente (10 de septiembre de 2006) contra el Messina.
El 31 de enero de 2007 se marcha en calidad de cedido al AC Siena. Con este club disputa 11 partidos de liga hasta el verano, cuando regresa al Udinese.
En 2008 se vuelve a ir cedido, esta vez al Dinamo de Kiev ucraniano.
En 2011 fichó, junto con su hermano Alexei Eremenko, por el Rubin Kazan ruso, volviendo así a su tierra natal.
En el verano de 2014 firmó un contrato por 4 años por el PFC CSKA Moscú el 25 de agosto. Fue elegido el mejor jugador de la liga rusa en el mes en octubre y diciembre de 2014 y marzo de 2015. Ganó el premio MVP de la liga rusa en la temporada 2014-15.
El 18 de noviembre de 2016 la UEFA anunció que era suspendido dos años por dar positivo en cocaína.
En agosto de 2018, estando todavía suspendido ya que la sanción expiraba en octubre del mismo año, el Spartak de Moscú hizo oficial su incorporación. En el parón invernal rescindió su contrato con el club y el 18 de enero de 2019 el F. C. Rostov hizo oficial su incorporación, donde permaneció hasta el 23 de febrero de 2021.
El 28 de julio de 2022, tras llevar unas semanas a prueba, se comprometió con el HIFK Helsinki hasta final de año. El siguiente lo empezó sin equipo hasta que en mayo fichó por el F. C. Honka. Lo mismo sucedió en 2024 antes de unirse al IF Gnistan.

## Selección nacional
Ha sido internacional con la selección de fútbol de Finlandia en 73 ocasiones. Su debut con la camiseta nacional se produjo el 6 de junio de 2007 en el partido Finlandia 2-0 Bélgica.

## Clubes
| Club                          | País      | Año       |
| ----------------------------- | --------- | --------- |
| FF Jaro                       | Finlandia | 2005      |
| Udinese Calcio                | Italia    | 2005-2009 |
| A. C. Siena (cedido)          | Italia    | 2007      |
| F. C. Dinamo de Kiev (cedido) | Ucrania   | 2008-2009 |
| F. C. Dinamo de Kiev          | Ucrania   | 2009-2011 |
| F. C. Rubin Kazán             | Rusia     | 2011-2014 |
| P. F. C. CSKA Moscú           | Rusia     | 2014-2017 |
| F. C. Spartak de Moscú        | Rusia     | 2018      |
| F. C. Rostov                  | Rusia     | 2019-2021 |
| HIFK Helsinki                 | Finlandia | 2022      |
| F. C. Honka                   | Finlandia | 2023      |
| IF Gnistan                    | Finlandia | 2024-     |

## Palmarés

### Títulos nacionales
| Título                  | Club                 | País    | Año  |
| ----------------------- | -------------------- | ------- | ---- |
| Liga Premier de Ucrania | F. C. Dinamo de Kiev | Ucrania | 2009 |
| Supercopa de Ucrania    | F. C. Dinamo de Kiev | Ucrania | 2009 |
| Supercopa de Ucrania    | F. C. Dinamo de Kiev | Ucrania | 2011 |
| Copa de Rusia           | F. C. Rubin Kazán    | Rusia   | 2012 |
| Supercopa de Rusia      | F. C. Rubin Kazán    | Rusia   | 2012 |
| Liga Premier de Rusia   | P. F. C. CSKA Moscú  | Rusia   | 2016 |